# Nankaidō
Nankaidō (南海道), significando literalmente "Caminho da Estrada do Sul", era uma antiga região do Japão e também uma antiga estrada que cortava as capitais das províncias dessa regiõ. Fazia parte do Gokishichidō. 

Nankaidō

Nankaidō correspondia às províncias pré-Meiji de Kii e Awaji, mais as quatro províncias da ilha de Shikoku: Awa, Sanuki, Tosa e Iyo.
A estrada seguia de Nara até a costa sul na Península de Kii da ilha de Honshū e cruzava o mar, seguindo até Yura (atualmente Sumoto) e então Shikoku. 

## Terremotos de Nankaidō
Muitos terremotos históricos levam o nome de "Nankai" ou "Nankaido", como epicentros específicos eram conhecidos na época. Muitas vezes, os terremotos assumem o nome da era japonesa junto com locais como Nankaido. Estes incluem:
- Terremoto de 1498 Meiō Nankaidō
- Terremoto de 1605 Keichō Nankaidō
- Terremoto de Ansei-Nankai de 1854
- Terremoto de 1944 em Tonankai
- Terremoto de Nankai (南海地震) medindo 8,4 atingiu às 4h19 [hora local] houve um terremoto catastrófico no sudoeste do Japão na área de Nankai. Sentiu-se em quase todo o lado no centro e oeste do país. O tsunami arrasou 1451 casas, causou 1 500 mortes no Japão e foi observado em marégrafos na Califórnia, Havaí e Peru.

### Terremoto de Nankai de 1946
O terremoto de Nankai de 1946 (昭和南海地震 Shōwa Nankai jishin) foi um grande terremoto em Nankaidō, Japão. Ocorreu em 21 de dezembro de 1946, às 04h19 JST (20 de dezembro, 19h19 UTC). O terremoto mediu entre 8,1 e 8,4 na escala de magnitude do momento, e foi sentido do norte de Honshu a Kyushu. Ocorreu quase dois anos após o terremoto de 1944 em Tonankai, que rompeu a parte adjacente do megaimpulso Nankai.
Pelo menos 1 362 mortos, 2 600 feridos e 100 desaparecidos. O terremoto causou grandes danos, destruindo 36 000 casas apenas no sul de Honshu. O terremoto também causou um enorme tsunami que levou outras 2 100 casas com suas ondas de 5-6 metros (16-20 pés).